# Spilocuscus rufoniger
Spilocuscus rufoniger е вид бозайник от семейство Phalangeridae. Видът е критично застрашен от изчезване.